# Selkirkiella michaelseni
Selkirkiella michaelseni är en spindelart som först beskrevs av Simon 1902.  Selkirkiella michaelseni ingår i släktet Selkirkiella och familjen klotspindlar. Inga underarter finns listade i Catalogue of Life.